# Tieltse Bouwmaatschappij
De CVBA Tieltse Bouwmaatschappij is een Vlaamse sociale huisvestingsmaatschappij, die erkend wordt door de Vlaamse Maatschappij voor Sociaal Wonen (VMSW), de vroegere Vlaamse Huisvestingsmaatschappij (VHM), een opvolger van de oorspronkelijke sinds 1919 gestichte Nationale Maatschappij voor de Huisvesting  (NMH).
De Tieltse Bouwmaatschappij zelf werd eind 1923 in Tielt opgericht om te voldoen aan de vraag om sociale woongelegenheden. De maatschappij beoogde aanvankelijk uitsluitend het bouwen, aankopen, verbeteren, verkopen en vooral het verhuren van goedkope woningen en woongelegenheden. Tegenwoordig (2008) mag de maatschappij ook koopwoningen realiseren en bouwen. Er worden een 500-tal woningen en woongelegenheden, waaronder een 5-tal appartementsgebouwen verhuurd, en er zijn ruim 300 huizen verkocht.
Bij de stichting in 1923 waren er een 70-tal aandeelhouders naast de openbare besturen, zoals de Belgische staat- later vervangen door de Vlaamse Huisvestingsmaatschappij-, de provincie West-Vlaanderen en de stad Tielt. De statuten van 1923 werden gewijzigd in 1953, 1986, 1989 en 1993.
De maatschappij wordt door een voorzitter en een raad van bestuur van 4 leden bestuurd. Het dagelijks bestuur wordt verzekerd door een directeur en een drietal medewerkers.
Het patrimonium van de Tieltse Bouwmaatschappij is hoofdzakelijk gelegen in Tielt en in de deelgemeenten Schuiferskapelle en Aarsele.
De Tieltse Bouwmaatschappij is een sociale en actieve maatschappij, die zich inzet voor meer sociale woongelegenheden in het Tieltse en tegenwoordig staan meerdere werkzaamheden op plan of in de werf.